# Farthing

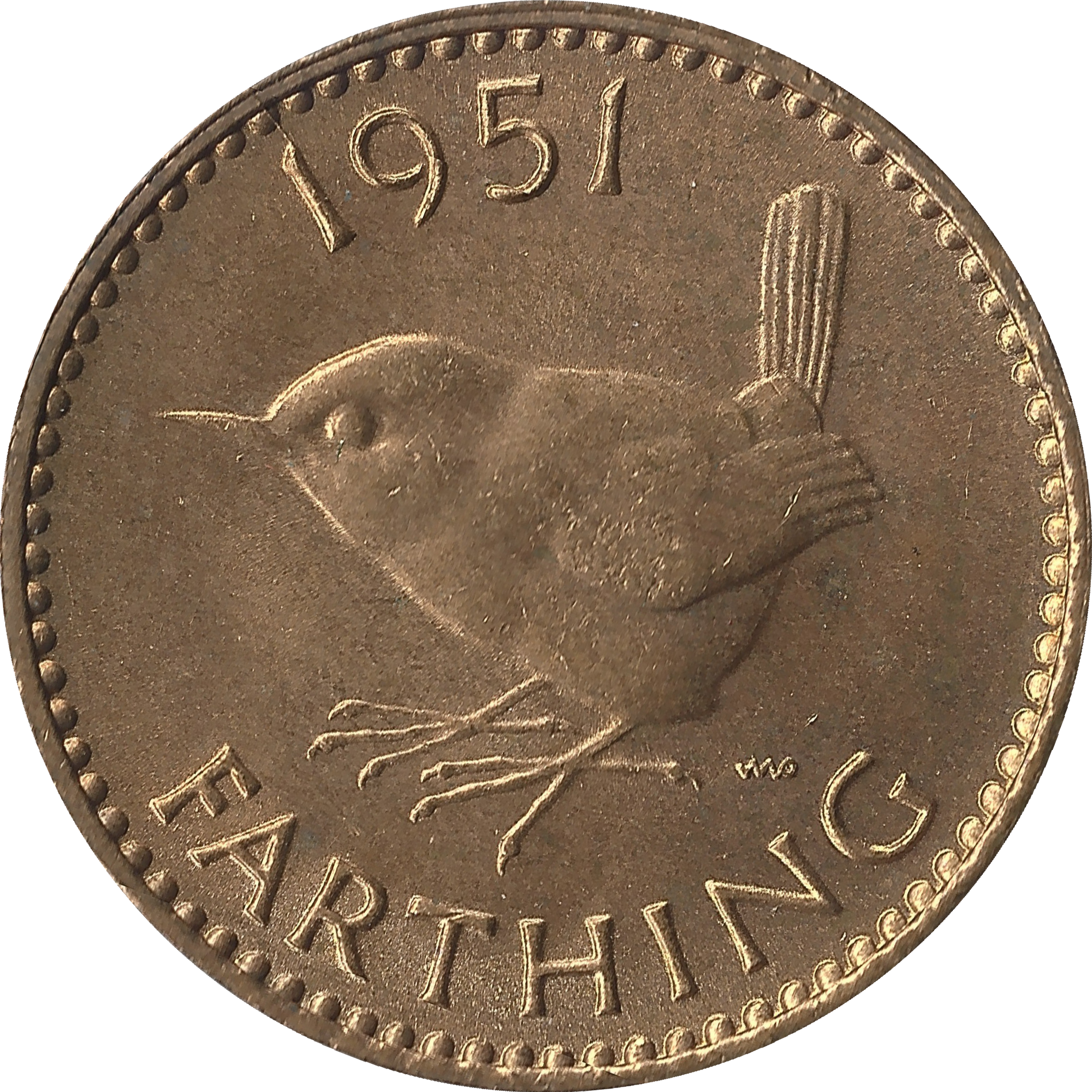
Farthing från 1951.

Farthing (anglosaxiska: feorðing, "fjärdedel") är en ursprungligen brittisk, numera försvunnen myntenhet.
Farthing har präglats i England och Skottland sedan slutet av 1200-talet, först i silver, men sedan 1600-talet i koppar. Myntet har även präglats i ett flertal brittiska kolonialländer.
Myntet, som senast hade ett värde av en fjärdedels penny, försvann ur myntsystemet 1960.
En höghjuling kallades på engelska för penny-farthing.